# Селик, Генри
Ге́нри Се́лик (англ. Henry Selick; родился 30 ноября 1952 года в Глен-Ридж, Нью-Джерси, США) — американский кинорежиссёр, сценарист и продюсер. Известен в первую очередь своей (совместной с Тимом Бёртоном) работой над кукольными анимационными лентами «Кошмар перед Рождеством» и «Джеймс и гигантский персик».

## Фильмография

### Режиссёр
- 1981 — Утечка / Seepage (анимационный, короткометражный)
- 1991 — Тихоня Боб и Мелкие Размеры / Slow Bob in the Lower Dimensions  (анимационный, короткометражный для телевидения)
- 1993 — Кошмар перед Рождеством / The Nightmare Before Christmas (анимационный)
- 1996 — Джеймс и гигантский персик / James and the Giant Peach (анимационный с элементами игрового фильма)
- 2001 — Обезьянья кость / Monkeybone
- 2005 — Лунная девочка / Moongirl  (анимационный, короткометражный)
- 2009 — Коралина в Стране Кошмаров / Coraline (анимационный)
- 2022 — Уэнделл и Уайлд / Wendell and Wild (анимационный)

### Прочие работы
- 1980 — Наблюдатель в лесу / The Watcher in the Woods — дизайн инопланетян
- 1981 — Утечка / Seepage — автор сценария
- 1983 — Как-то два / Twice Upon a Time — режиссёр анимационных фрагментов
- 1985 — Возвращение в страну Оз / Return to Oz — сториборд
- 1986-1988 - MTV Заставки "Тако М" "Ванна" "Кукольный Дом" "Тихоня Боб(2 заставки)" "Маски 87"

"Жук Ксерокс" "TOTH 1988 & 1989" " "Стрижка" - Режиссер,Дизайн Персонажей,Актер в заставке "Стрижка"
- 1991 — Тихоня Боб и Мелкие Размеры / Slow Bob in the Lower Dimensions  — продюсер, автор сценария, дизайн персонажей
- 1993 - Nickelodeon(возможно) - Заставка "Gruff"
- 1996 — Джеймс и гигантский персик / James and the Giant Peach — сопродюсер
- 2001 — Обезьянья кость / Monkeybone — исполнительный продюсер, модель для анимации
- 2004 — Водная жизнь со Стивом Зиссу / The Life Aquatic with Steve Zissou  — визуальные эффекты подводного мира
- 2009 — Коралина в Стране Кошмаров / Coraline — исполнительный продюсер, сценарист